# Montmirat
Montmirat település Franciaországban, Gard megyében. Lakosainak száma 478 fő (2022. január 1.). Montmirat Cannes-et-Clairan, Crespian, Moulézan és Saint-Mamert-du-Gard községekkel határos.

## Népesség
A település népességének változása:
| Lakosok száma | 161  | 135  | 142  | 262  | 397  | 416  | 433  | 458  | 471  | 478  |
|               | 1968 | 1982 | 1990 | 2006 | 2013 | 2015 | 2017 | 2019 | 2020 | 2022 |